# 14. Arrondissement (Paris)

Logo der mairie des 14. Arrondissements

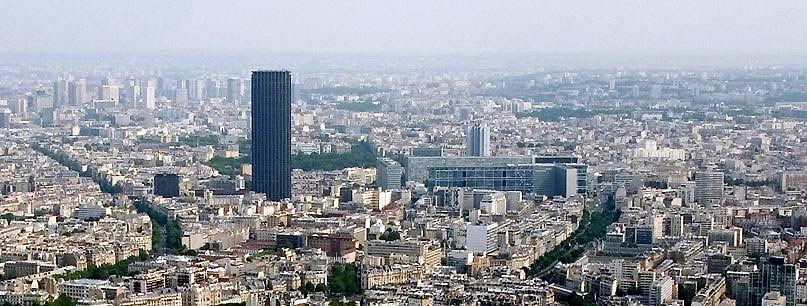
14. Arrondissement

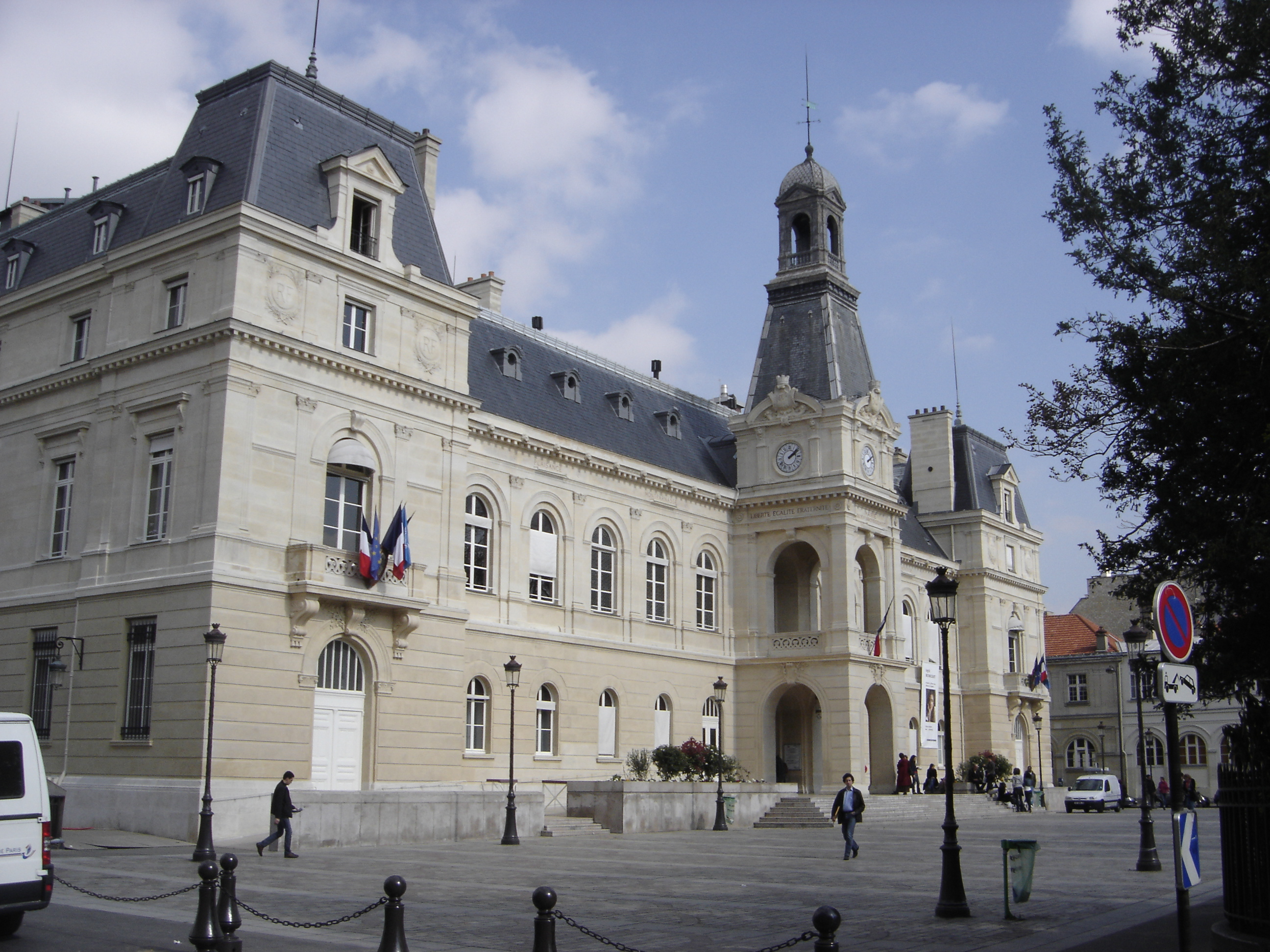
Rathaus

Das 564 Hektar große 14. Arrondissement (Arrondissement de l’Observatoire) ist eines von 20 Arrondissements der französischen Hauptstadt Paris.

## Lage
Das Arrondissement liegt am linken Seineufer und grenzt im Osten an das 13., im Westen an das 15. und im Norden an das 5. und 6. Arrondissement.

## Stadtviertel
Das 14. Arrondissement besteht aus den folgenden vier Stadtvierteln:
- Quartier du Montparnasse
- Quartier du Parc de Montsouris
- Quartier du Petit-Montrouge
- Quartier de Plaisance

Nach der offiziellen Zählung der Pariser Stadtviertel handelt es sich dabei um die Quartiers 53 bis 56.

## Demographie
Gemäß der Volkszählung von 2006 waren im 564 Hektar großen 14. Arrondissement 134.370 Einwohner gemeldet. Dies entspricht einer Bevölkerungsdichte von 23.824 Einwohnern pro km². Somit haben 6,2 % der Pariser Bevölkerung in diesem Arrondissement ihren Hauptwohnsitz.

## Bevölkerungsentwicklung
| 1954    | 1962    | 1968    | 1975    | 1982    | 1990    | 1999    | 2006    |
| ------- | ------- | ------- | ------- | ------- | ------- | ------- | ------- |
| 181.414 | 178.149 | 167.093 | 149.137 | 138.596 | 136.574 | 132.844 | 134.370 |

## Rathaus
Das Rathaus befindet sich in der 2 Place Ferdinand Brunot, 75675 Paris Cedex.

## Bürgermeister
Seit den Wahlen vom März 2014 besetzt Carine Petit, Mitglied der französischen sozialistischen Partei PS, das Bürgermeisteramt. Sie folgte damit auf ihre Parteikollegen Pascal Cherki und Pierre Castagnou.

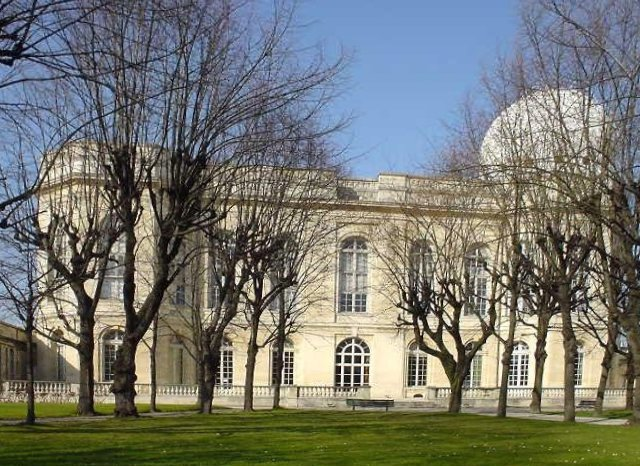
Observatorium, Südfassade

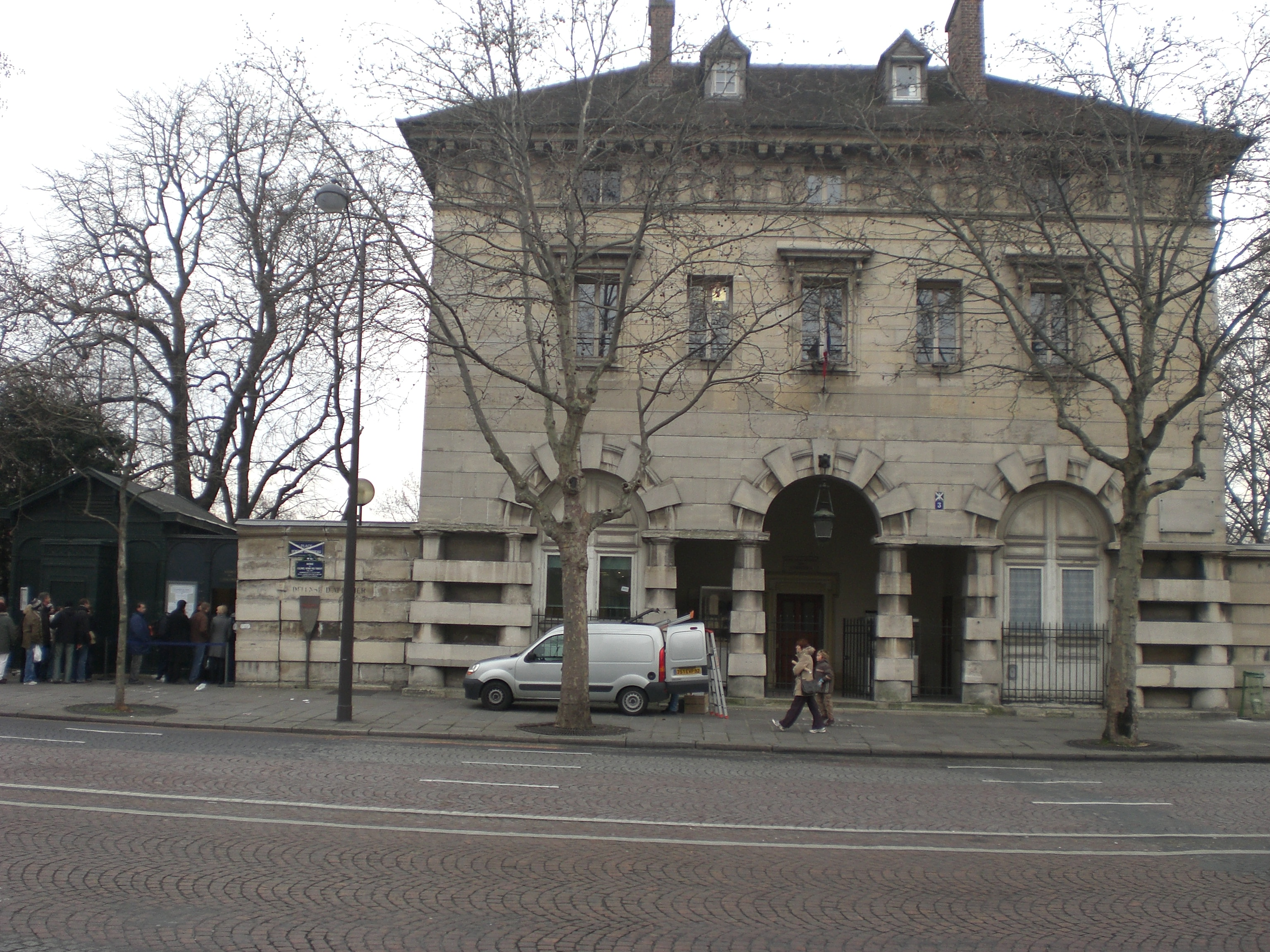
Zollhaus von Ledoux, Place Denfert Rochereau, Eingang der Katakomben

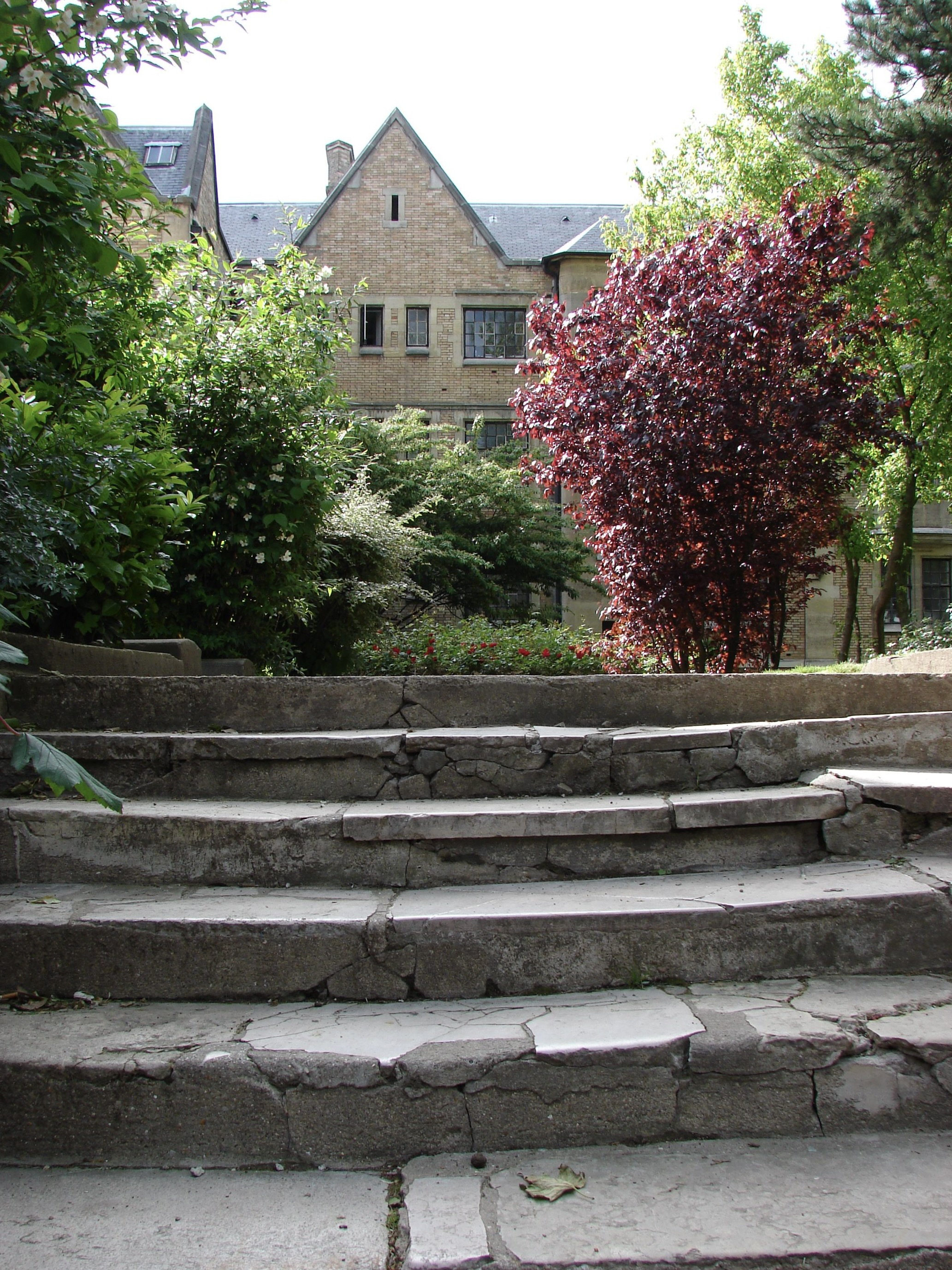
Cité Universitaire

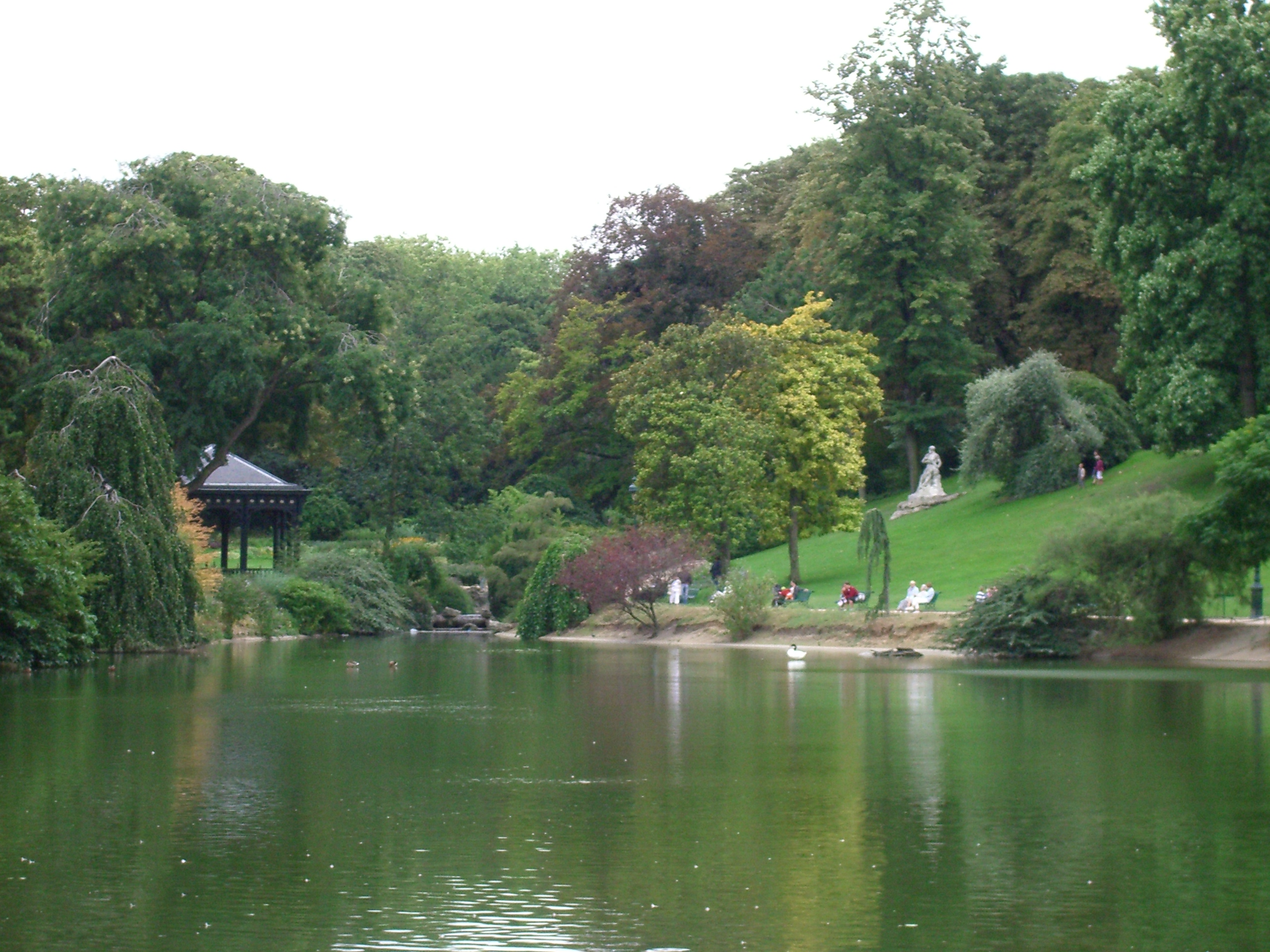
Parc Montsouris

## Sehenswürdigkeiten
- Die ehemalige Abbaye de Port-Royal de Paris
- Die Cité Internationale Universitaire de Paris
- Die Fondation Cartier (Kunststiftung)
- Die Fondation Henri-Cartier Bresson (Kunststiftung)
- Das Gefängnis La Santé
- Das ehemalige Hospice de La Rochefoucauld
- Das Hôtel de Massa
- Die Katakomben (Beinhaus)
- Der Metroeingang „Denfert-Rochereau“ von Hector Guimard
- Der Montparnasse-Turm
- Das Montparnasseviertel
- Das Observatorium
- Die Zollhäuser von Ledoux (Place Denfert-Rochereau)

Kirchen
- Notre-Dame-du-Travail (1899–1901), rue Guilleminot
- Notre Dame du Rosaire de Plaisance (1911), rue Raymond Losserand
- St-Pierre de Montrouge (1863–1872), Avenue du Général Leclerc
- St. Dominique de la Tombe-Issoire (1913–1921), rue de la Tombe Issoire
- Eglise Evangélique Baptiste
- Eglise Evangélique Libre Paris-Alesia
- Eglise Réformée de Paris Plaisance
- Kapelle St. Yves de la Cité du Souvenir
- Kapelle des Couvent Saint-François (1936), rue Marie-Rose

## Bedeutende Plätze und Straßen
- Mohamed-Bouazizi Square Place Mohamed Bouazizi
- Place Denfert-Rochereau
- Place Edgar Quinet
- Avenue du Général Leclerc
- Avenue du Maine
- Boulevard du Montparnasse
- Boulevard Raspail
- Rue de l’Arrivée
- Rue Delambre
- Rue Daguerre
- Rue du Départ

## Grünflächen
- Friedhof Montparnasse
- Parc Atlantique
- Parc Montsouris

## Bahnhof
- Gare Montparnasse

## Sonstiges
Der bekannte Chansonnier Georges Brassens lebte lang in der impasse Florimont im 14. Arrondissement.
Der Nestor-Burma-Roman Les rats de Montsouris (deutsch Die Ratten im Mäuseberg) von Léo Malet spielt im 14. Arrondissement.
Die Schauspielerin Rebecca Marder wurde 1995 dort geboren.